# یکاترینا ایلینا
یکاترینا ایلینا (روسی: Екатерина Фёдоровна Ильина؛ زادهٔ ۷ مارس ۱۹۹۱) بازیکن هندبال اهل روسیه است.
وی همچنین برندهٔ جوایزی همچون نشان دوستی شده‌است.